# Gewog di Yurung
Il gewog di Yurung è uno degli undici raggruppamenti di villaggi del distretto di Pemagatshel, nella regione Orientale, in Bhutan.